# Francisco Palou
Francisco Palou (Palma di Maiorca, 1722 circa – Città del Messico, 1789) è stato un religioso e missionario spagnolo.

## Biografia

### Studi e primi passi
Entrò nell'Ordine francescano nella sua città natale e all'età di 18 anni iniziò gli studi di filosofia (uno dei suoi maestri e amico fu padre Junípero Serra, l'apostolo della California).
Fu volontario per recarsi nelle missioni francescane del Nuovo Mondo, dedicate all'evangelizzazione dei Nativi Americani. Insieme al suo maestro e amico del Collegio di San Fernando a Città del Messico fu assegnato alle missioni di Sierra Gorda, nello stato messicano di Querétaro, con il compito di evangelizzare gli indios Pames. Nel 1759 i due frati furono invitati a prestare servizio presso le missioni della regione di San Saba nel Texas: ciò nonostante, alla morte dell'allora viceré della Nuova Spagna, loro superiore, ricusarono la proposta.
Padre Palou fu chiamato a Città del Messico, ove prestò servizio presso il suo Ordine fino al 1767 quando, insieme a padre Junípero Serra e a quattordici missionari, fu inviato nella Penisola di Bassa California per esercitare il suo apostolato al posto dei sacerdoti gesuiti, che erano stati espulsi dai territori americani per ordine espresso della Corona spagnola.

### Il suo apostolato nella Bassa California
Nell'aprile del 1768 i missionari sbarcarono nel nascente centro di Loreto, focolare della Missione di Loreto Conchó, missione "madre" di tutte le fondazioni missionarie che furono fondate nelle tre Californie. Poco dopo il suo arrivo, gli fu affidata la Missione di San Francesco Saverio. Pochi anni dopo, quando padre Junípero Serra fu inviato a catechizzare l'Alta California, al suo posto fu designato come suo successore padre Palou, con l'incarico di Superiore dell'Ordine nelle missioni della Bassa California.
Nel periodo in cui occupò l'incarico di Superiore delle missioni francescane nella Penisola di Bassa California dimostrò gran carattere, opponendosi agli abusi delle autorità civili contro i nativi e gli accompagnatori di loro stessi missionari.

### Il suo apostolato nell'Alta California
Nel 1772 francescani e domenicani vennero autorizzati a stabilire un confine tra i due Ordini religiosi.
Nel 1773 giunse l'ordine di partire per l'Alta California per lasciare la Penisola della Bassa California nelle mani dei domenicani. Nell'agosto dello stesso anno padre Francisco Palou segnò, durante il suo viaggio per l'Alta California, la divisione fra "le Californie" con una semplice croce di legno; tale divisione è nota con il nome di Mojonera de Palou (Pietra miliare di Palou). È precisamente in corrispondenza dell'attuale Playas de Rosarito (Bassa California), dove nell'epoca delle missioni si dividevano l'Alta e la Bassa California, la prima assegnata ai francescani e la seconda ai domenicani, tutto dopo l'espulsione dei missionari gesuiti per decreto del re Carlo III emesso nel 1767. L'esatta ubicazione della Mojonera de Palou è ancora oggi motivo di dibattito. 
In quell'anno 1773 padre Palou si riunì con i missionari del suo stesso Ordine nell'Alta California. Rinunciò alla carica di Superiore dell'Ordine francescano dal suo arrivo e fino al ritorno nell'Alta California di padre Junípero Serra, che era andato in Messico.
Nel novembre 1774 accompagnò il capitano Fernando Rivera y Moncada nell'esplorazione della Baia di San Francisco e il 4 dicembre dello stesso anno eresse una croce alla Punta Lobos, oggi una zona con veduta sull'Oceano Pacifico e il ponte del Golden Gate. Egli fu il primo missionario nel giungere in questo luogo. 
Nel 1776 accompagnò l'ufficiale Moraga nella medesima baia e il 28 giugno officiò la prima Messa in quella che verrà poi chiamata Misión Dolores, la futura città di San Francisco.
Nel 1784 fu chiamato nella Missione di San Carlo per amministrare gli ultimi sacramenti al suo maestro e amico padre Junípero Serra. Dopo il decesso di Serra, l'umile frate Francesco Palou divenne Superiore dell'Ordine francescano nell'Alta California.

### Il suo ritorno in Messico e la morte
Nel 1785, vecchio e ammalato, tornò a Città del Messico, a quel tempo capoluogo del Vicereame della Nuova Spagna, al fine di lottare a favore dei nativi californiani e delle missioni di quella regione. Fu ospitato nel suo caro Collegio di San Fernando e non passò molto tempo prima che fosse eletto direttore del medesimo, incarico che ricoprì fino alla sua morte, avvenuta nel 1789.